# Anne-Marie Colchen
Anne-Marie Colchen (Francia, 8 de diciembre de 1925-26 de enero de 2017) fue una atleta francesa especializada en la prueba de salto de altura, en la que consiguió ser campeona europea en 1946.

## Carrera deportiva
En el Campeonato Europeo de Atletismo de 1946 ganó la medalla de oro en el salto de altura, saltando por encima de 1.60 metros, superando a la soviética Aleksandra Chudina (plata con 1.57 metros) y a la danesa Anne Iversen (bronce también con 1.57 metros pero en más intentos). También ganó la medalla de plata en los relevos 4x100 metros, con un tiempo de 48.5 segundos, tras Países Bajos y por delante de la Unión Soviética.